# Lilla Bärsskäret (söder om Rosala, Kimitoön)
Lilla Bärsskäret är en ö i Finland. Den ligger i Skärgårdshavet eller Norra Östersjön och i kommunen Kimitoön i landskapet Egentliga Finland, i den sydvästra delen av landet. Ön ligger omkring 72 kilometer söder om Åbo och omkring 140 kilometer väster om Helsingfors.
Öns area är 5,4 hektar och dess största längd är 360 meter i öst-västlig riktning.
Klimatet i området är tempererat. Årsmedeltemperaturen i trakten är 6 °C. Den varmaste månaden är augusti, då medeltemperaturen är 16 °C, och den kallaste är januari, med −2 °C.